# 伊作城
伊作城（いざくじょう）は、鹿児島県日置市吹上町中原にあった中世の日本の城（山城）。鹿児島県指定史跡。伊作城はいくつかの廓から成り立つ城で、本丸は特に亀丸城と称した。

## 沿革
発祥の時期は明らかではないが南北朝時代に島津氏の分家伊作氏の城として築かれたと考えられる。その頃は「中山城」と呼ばれていた。戦国時代にはここを拠点として伊作氏から相州家に養子入りした島津忠良が南九州統一に繰り出し、戦国大名島津氏雄飛のきっかけとなった城でもあった。相州家が島津氏の本宗家となると伊作城は外城の一つとなったが、島津氏の宝物殿がおかれ、鹿児島城下士が交代で番所勤めをするなど別格の扱いを受けていた。
1615年（元和元年）の一国一城令で廃城になった。

## 概略
南北朝時代から戦国時代に増築を進められてきた城で、最盛期には南北750メートル、東西1,050メートル、城域全体の面積は50万平方メートルと言う広大な規模を誇っていた。本丸に当たる亀丸城以外に「山之城」「蔵之城」「花見城」「御仮屋城」「東之城」「西之城」と6つの曲輪が設けられていた。駐車場、トイレ、案内板がある。御仮屋城は水道局の施設が置かれ、また耕作地になっている郭もある。
地勢は、城の東から南に向かって伊作川が流れ、北と西側は多宝寺川が流れて、天然の堀となっていた。北から東側はシラス台地につながっているため攻め込まれないよう箱堀が掘られていた。
この城は島津貴久、島津忠将、島津尚久の忠良の3人の息子、そして島津義久、島津義弘、島津歳久、島津家久の島津四兄弟の誕生地でもあり、記念の石碑が残っている。